# Салахутдінов Руслан Рамільович
Руслан Рамільович Салахутдінов (рос. Руслан Рамильевич Салахутдинов; нар. 1 квітня 1996, Сєверськ, Томська область, Росія) — російський футболіст, півзахисник та нападник.

## Життєпис
Вихованець сєверського футболу. З 2013 року виступав у дублі «Томі». У 2014 році заявлений за фарм-клуб «Том-2». Дебютував за вище вказаний клуб у Першості ПФЛ 19 липня 2014 року в поєдинку проти якутської «Якутії». У сезоні 2016/17, після виходу клубу до Прем'єр-ліги, заявлений за молодіжний склад «Томі», проте взимку переведений до основного складу команди після того, як через фінансові проблеми клуб залишив велику кількість футболістів. Дебют у Прем'єр-лізі відбувся 27 квітня 2017 року у матчі проти махачкалинського «Анжи»: Салахутдінов вийшов на поле на 87-й хвилині замість Микити Гвінейського. Першим голом за основний склад томської команди відзначився 14 травня 2017 року в матчі з грозненським «Тереком». Цей гол футболіст присвятив своєму племіннику. 23 червня 2017 року продовжив контракт із томським клубом на 2 роки.
До кінця сезону 2017/18 років відданий в оренду у футбольний клуб «Чайка» (Піщанокопське). Але орендну угоду розірвали вже за місяць. 22 лютого стало відомо, що контракт було розірвано і з томським клубом.
20 лютого 2019 року став гравцем «Кримтеплиці», який виступає у Прем'єр-лізі КФС.